# کورت هارتزل
کورت هارتزل (انگلیسی: Curt Hartzell; ۳ سپتامبر ۱۸۹۱ – ۱۷ ژانویهٔ ۱۹۷۵) ژیمناست هنری اهل سوئد بود.